# 임세경
임세경은 대한민국의 오페라 소프라노 가수이다 2020년부터 중앙대학교 교수로 재직중이다.나비부인200회 아이다100회 ,메피스토펠레,토스카 등 서정적인 표현에 능함과 동시에 드라마틱한 강인함의 표현을 장기로 하는 리릭 스핀토 소프라노이며,한국인 최초로 베로나 아레나 원형극장 아이다, 동경 국립오페라단 최초 아이다, 이집트 신전 최초 야외오페라 아이다등 우리나라에서 최초의 타이틀을 여러번 획득한 소프라노이다. 비엔나 쉬타트오퍼등 전 유럽지역에서 명성을 떨치며 2004년 이태리 무대 데뷔후 현재까지 왕성한 활동을 하고 있다.